# Кейти Хан
Кейти Хан (на английски: Katie Khan) е английска писателка, авторка на произведения в жанровете научна фантастика и любовен роман.

## Биография и творчество
Кейти Хан е родена в Лондон, Англия. Завършва творческо писане в Академия „Фабър“.
Работи в продължение на 10 години в онлайн редакционна и технологична дейност, включително 4 години като ръководител на дигитален маркетинг в „Paramount Pictures“, преди да се присъедини към филмова продукция на Warner Bros. през 2017 г. във Великобритания.
Първият ѝ роман „Задръж звездите още миг“ е публикуван през 2017 г. В бъдещето, след Третата световна война, човечеството търси нов път в космоса и контролира строго нелицензираното възпроизвеждане. Корабът на Карис и Макс е ударен от астероид и те имат само 90 минути кислород, за да намерят начин за спасение, а и да уточнят чувствата си. Книгата става бестселър и я прави известна. Адаптира се в едноименния филм с участието на Джон Бойега и Летиша Райт.
Кейти Хан живее със семейството си в Лондон.

## Произведения

### Самостоятелни романи
- Hold Back the Stars (2017)
Задръж звездите още миг, изд.: ИК „Бард“, София (2017), прев. Иван Иванов
- The Light Between Us (2018)